# دوغ سوندرز
دوغ سوندرز (بالفرنسية: Doug Saunders) (و. 1967  م) هو كاتب، وصحفي كندي، ولد في هاميلتون.

## التعليم
تعلم في جامعة يورك.